# Galt (Iowa)
Galt es una ciudad ubicada en el condado de Wright, Iowa, Estados Unidos. Según el censo de 2020, tiene una población de 26 habitantes.

## Geografía
La localidad está ubicada en las coordenadas 42°41′35″N 93°36′18″O / 42.69306, -93.60500 (42.692983, -93.605127). Según la Oficina del Censo de los Estados Unidos, Galt tiene una superficie total de 1.39 km², correspondientes en su totalidad a tierra firme.

## Demografía
Según el censo de 2020, hay 26 personas residiendo en Galt. La densidad de población es de 18,71 hab./km². El 80.77% de los habitantes son blancos, el 3.85% es afroamericano, el 3.85% es asiático y el 11.54% son de una mezcla de razas. Del total de la población, el 15.38% son hispanos o latinos de cualquier raza.